# Barbados na igrzyskach Wspólnoty Narodów
Barbados zadebiutował na igrzyskach Wspólnoty Narodów w 1954 roku na igrzyskach w Vancouver i od tamtej pory reprezentacja wystartowała na wszystkich igrzyskach, oprócz zawodów w 1986 roku. Najwięcej medali (3) reprezentacja Barbadosu wywalczyła na igrzyskach w Kuala Lumpur w 1998 roku.

## Klasyfikacja medalowa
| Igrzyska          | Złoto | Srebro | Brąz | Razem |
| ----------------- | ----- | ------ | ---- | ----- |
| 1954 Vancouver    | 0     | 1      | 0    | 1     |
| 1958 Cardiff      | 1     | 1      | 0    | 2     |
| 1962 Perth        | 0     | 0      | 1    | 1     |
| 1966 Kingston     | 0     | 0      | 1    | 1     |
| 1970 Edynburg     | 0     | 1      | 0    | 1     |
| 1974 Christchurch | 0     | 0      | 0    | 0     |
| 1978 Edmonton     | 0     | 0      | 0    | 0     |
| 1982 Brisbane     | 0     | 0      | 0    | 0     |
| 1990 Auckland     | 0     | 0      | 0    | 0     |
| 1994 Victoria     | 0     | 0      | 0    | 0     |
| 1998 Kuala Lumpur | 1     | 0      | 2    | 3     |
| 2002 Manchester   | 0     | 0      | 1    | 1     |
| 2006 Melbourne    | 0     | 0      | 1    | 1     |
| 2010 Nowe Delhi   | 0     | 0      | 0    | 0     |
| Razem             | 2     | 3      | 6    | 11    |

### Według dyscyplin
| Dyscyplina        | Złoto | Srebro | Brąz | Razem |
| ----------------- | ----- | ------ | ---- | ----- |
| Podnoszenie cięż. | 1     | 3      | –    | 4     |
| Lekkoatletyka     | 1     | –      | 3    | 4     |
| Boks              | –     | –      | 2    | 3     |
| Kolarstwo torowe  | –     | –      | 1    | 1     |
| Razem             | 2     | 3      | 6    | 11    |